# 박정자 (1927년)
박정자(朴貞子, 1927년 12월 20일~ 2002년 8월 23일)는 대한민국의 교육인, 정치인이다. 종교는 불교다.
고교 미술 교사와 대한여자기독교청년회연합회 간부를 거쳐, 민주공화당 당직자로 활동했다. 제9대 국회에서 유신정우회 국회의원을 지냈다.

## 학력
- 춘천여자고등학교 졸업
- 이화여자대학교 미술대학 학사
- 연세대학교 경영대학원 경영학 석사 수료

## 약력
- 삼천포여자고등학교 교사
- 서울YWCA 사업부장
- 민주공화당 중앙당기위원, 중앙사무국 부녀부장
- 한중예술연합회 운영위원
- 한일의원연맹 간사
- 여성문제연구회 회장
- 1973년 ~ 1979년 : 제9대 국회의원 (유신정우회)

## 역대 선거 결과
| 실시년도 | 선거 | 대수 | 직책     | 선거구           | 정당       | 득표수 | 득표율      | 순위 | 당락 | 비고 |
| -------- | ---- | ---- | -------- | ---------------- | ---------- | ------ | ----------- | ---- | ---- | ---- |
| 1973년   | 총선 | 9대  | 국회의원 | 통일주체국민회의 | 유신정우회 |        | \| \| 0% \| | 지명 |      | 초선 |
|          | 0%   |      |          |                  |            |        |             |      |      |      |